# Едгар Андре
Едгар Антоніу Андре (порт. Edgar Antonio André; нар. 28 червня 1999, Сьйон, Швейцарія) — ангольський та швейцарський футболіст, півзахисник клубу Вищої ліги Білорусі «Арсенал» (Дзержинськ).

## Клубна кар'єра
На професіональному рівні дебютував за «Сьйон» 20 жовтня 2019 року в програному (1:3) поєдинку Суперліги Швейцарії проти «Люцерна».
30 серпня 2021 року перейшов в оренду до «Беллінцони».

## Кар'єра в збірній
Народився в Швейцарії в родині ангольців. У футболці національної збірної Анголи дебютував 13 жовтня 2020 року в товариському матчі проти Мозамбіку, в якому вийшов на поле на 66-й хвилині.